# Dewon
Dewon – termin o dwojakim znaczeniu:
- w sensie geochronologicznym – czwarty okres ery paleozoicznej. Trwał około 60 milionów lat (od 419,2 ± 3,2 do 358,9 ± 0,4 mln lat temu). Dzieli się na trzy epoki: dewon wczesny, dewon środkowy i dewon późny.
- w sensie chronostratygraficznym – czwarty system eratemu paleozoicznego, leżący powyżej syluru, a poniżej karbonu. Dzieli się na trzy oddziały: dewon dolny, dewon środkowy i dewon górny. Międzynarodowy stratotyp granicy sylur–dewon znajduje się w Klonku koło Suchomastów (około 35 km SW od Pragi). Granica oparta jest na pojawieniu się graptolita Monograptus uniformis[2].

Dewon został nazwany od hrabstwa Devon w południowo-zachodniej Anglii, skąd pochodzą pierwsze zbadane skały tego systemu. System dewoński wydzielili Roderick Murchison i Adam Sedgwick w 1839 roku.
Na mapach i przekrojach geologicznych skały dewońskie znaczy się barwą brązową.

## Podział
- dewon późny (górny):
  - famen
  - fran
- dewon środkowy:
  - żywet
  - eifel
- dewon wczesny (dolny):
  - ems
  - zigen
  - żedyn

## Paleogeografia i geologia
We wczesnym dewonie doszło do ostatecznego zamknięcia się oceanu Japetus wskutek zderzenia dwóch kontynentów: Laurencji i Bałtyki. W wyniku tego zderzenia powstał jeden duży kontynent – Laurosja – znajdujący się w położeniu równikowym, z pasmem górskim kaledonidów. Na półkuli północnej obecne były mniejsze kontynenty: Syberia i Chiny. Południową półkulę zajmował olbrzymi kontynent Gondwana, oddzielony od Laurosji oceanem Reik, a od Chin i Syberii oceanem Paleotetydą. Wszystkie kontynenty otaczał ocean Panthalassa. Dewon charakteryzował się ciepłym klimatem z ochłodzeniem pod koniec tego okresu.
Dla regionu europejskiego charakterystycznymi osadami dolnego dewonu są skały terygeniczne facji oldredowej (głównie zlepieńce, piaskowce). W dewonie środkowym i górnym występują najczęściej osady węglanowe facji płytkowodnej i rafowej (różne typy wapieni, czasami zdolomityzowane, także margle i łupki margliste).

## Bogactwa naturalne
Formacje dewońskie zawierają złoża pirytu, rud miedzi, rud cynku i ołowiu oraz surowce węglanowe (wapienie, margle, dolomity) i okruchowe (piaskowce kwarcytowe, łupki fyllitowe).

## Flora
W morzach rozwijały się glony. Prócz chryzofitów i zielenic w większej liczbie występowały brunatnice, ramienice i krasnorosty. Spotyka się również więcej grzybów.
Na florę lądową dewonu wczesnego i środkowego składały się pierwotne rośliny naczyniowe: psylofity (ryniofity, trymerofity i zosterofilofity). Pojawiły się pierwsze mszaki, skrzypy, paprocie zarodnikowe, widłaki jednozarodnikowe. W późnym dewonie rozwinęły się widłaki różnozarodnikowe, klinolisty i pierwsze rośliny nasienne (paprocie nasienne). Po raz pierwszy pojawił się również drzewiasty pokrój roślin naczyniowych. W 2024 w pobliżu Minehead w Anglii odkryto pozostałości najstarszego z dotąd odkrytych, lasu sprzed 390 mln lat, utworzonego przez drzewa z rodzaju Calamophyton, osiągające wysokość 4 m. Pod koniec dewonu wymarły psylofity.

## Fauna
Morza
Wczesny dewon był ostatnią epoką życia planktonicznych graptolitów właściwych. Plankton tworzyły tentakulity i małżoraczki o dużym znaczeniu biostratygraficznym. Rozwijały się rafy budowane przez koralowce (koralowce czteropromienne i denkowce), stromatoporoidy i gąbki oraz znacznie ramienionogi (w tym rzędy Orthida, Atrypida i Spiriferida) i liliowce. Mniejsze znaczenie miały trylobity, pośród których w późnym dewonie wymarły Lichida, Odontopleurida i Phacopida. Pojawiły się pierwsze amonity (agoniatyty, goniatyty, wywodzące się z baktrytów, a w famenie – klymenie, które z końcem dewonu wymarły). W dalszym ciągu rozwijały się konodonty, które razem z amonitami dostarczają najważniejszych skamieniałości przewodnich. Wśród stawonogów pojawili się przodkowie kikutnic (Palaeopantopodida) i muszloraczki (Conchostraca). Pod koniec dewonu wymarły tentakulity i pęcherzowce (Cystoidea).
W dewonie nastąpił silny rozwój ryb. Prócz istniejących w sylurze bezszczękowców (Agnatha), pierwszych szczękowych ryb fałdopłetwych (Acanthodii) i pierwszych ryb kostnochrzęstnych (Chondrostei) pojawiły się inne ryby chrzęstnoszkieletowe (prażarłacze Cladoselachii) oraz zrosłogłowe (Holocephali) – ryby pancerne (tarczowce; Placodermi). Zaczynały występować również pierwsze ryby mięśniopłetwe (Sarcopterygii): trzonopłetwe (Crossopterygii) i dwudyszne (Dipnoi), przystosowane do życia w środowiskach słodkowodnych. Pod koniec dewonu wymarły ryby pancerne.
Lądy
We wczesnym dewonie pojawiły się pierwsze lądowe owady (skoczogonki, na przykład Rhyniella), wije i pajęczaki (między innymi roztocze i zaleszczotki). W późnym dewonie natomiast pojawiły się formy przejściowe pomiędzy rybami a płazami (Ichthyostega), pochodzące od ryb trzonopłetwych, na przykład Tiktaalika.
Na przełomie franu i famenu doszło do wielkiego wymierania – jednego z pięciu największych kryzysów biotycznych fanerozoiku.

## Dewon na ziemiach Polski
- Echa orogenezy kaledońskiej spowodowały niemal całkowite wycofanie się morza.
- Formacje z obszarów lądowych świadczą o panującym wówczas gorącym i suchym klimacie.
- U schyłku najstarszego dewonu nastąpiła transgresja morska na obszarze niemal całej Polski – zalaniu nie uległy tylko Sudety i ich przedgórze.
- Zaczęły się wstępne ruchy górotwórcze orogenezy hercyńskiej.
- W Polsce najwięcej pozostałości znajduje się na powierzchni w Górach Świętokrzyskich – są to wapienie z licznymi skamieniałościami.
- W Sudetach osady dewońskie występują w Górach Kaczawskich, na Pogórzu Kaczawskim, Pogórzu Izerskim, Pogórzu Wałbrzyskim (w depresji Świebodzic) i Górach Bardzkich – są to słabo zmetamorfizowane osady ilaste i piaszczyste oraz metawulkanity.